# آناستازیا کوزمینا
آناستازیا کوزمینا (اسلواکی: Anastasia Kuzminová؛ زادهٔ ۲۸ اوت ۱۹۸۴) ورزشکار دوگانه اهل اسلواکی-روسیه است.
وی در مسابقات کشوری و بین‌المللی در مجموع برندهٔ ۶ مدال طلا، ۸ مدال نقره، ۲ مدال برنز شده‌است. 